# 소할
소할(蕭鎋, 생몰년 미상)은 서진 시대의 인물로, 영가의 난 당시 아버지 회음현령 소정을 따라 진릉군(晉陵郡) 무진현(武進縣) 동성리(東城里)로 거주지를 옮겼다. 이후 그의 거주 일대는 남난릉군(南蘭陵郡)으로 개칭되었으며 소할은 그곳의 제음군태수(濟陰郡太守)를 역임하였다. 
이후 아들인 소부자도 난남릉군의 관료를 역임했고, 현손 양무제가 소량을 건국하자 소할은 제음부군(濟陰府君)으로 추존되어 칠묘에 위패가 안치되었다.